# Jeanne-Marie Leprince de Beaumont
Jeanne Marie Leprince de Beaumont (Rouen, 26 april 1711 - Chavanod, 8 september 1780) was een Franse schrijfster. Haar eerste boek, het moraliserende Le Triomphe de la Vérité, werd in 1748 gepubliceerd.
Ze trouwde voor het eerst in 1743, maar dit huwelijk werd twee jaar later geannuleerd. In 1746 verliet ze Frankrijk om in Londen te gaan werken als gouvernante. Tussen de lessen door vertelde ze haar studenten sprookjes en verhalen. Ze werkte ondertussen verder aan haar literaire carrière door verzamelde werken te publiceren, die ze "tijdschriften" noemde. Deze "tijdschriften" waren meestal educatieve en moraliserende verhalen en gedichten voor kinderen over het goede wat een mens moet doen. Jeanne-Marie Leprince de Beaumont was een van de eerste auteurs die sprookjes schreef speciaal voor kinderen.
Over de volgende dertig jaar werden er nog een dozijn van deze "magazines" gepubliceerd. Enkel het eerste deel van het vierdelige tijdschrift Magasin des enfants, ou dialogues entre une sage  gouvernante et plusieure de ses élèves de grande distinction bevatte het bekende, 27 pagina  tellende verhaal: "Belle en het Beest". Dit verhaal werd oorspronkelijk neergeschreven door een tijdgenote, Madamme Gabrielle-Suzanne Barbot de Villeneuve. Leprince de Beaumont paste het oorspronkelijke verhaal aan, maar werkte het basisthema verder uit. Het succes van deze verkorte versie is de reden waarom we vandaag de dag Leprince de Beaumont zien als de schrijfster van Belle en het Beest.
Ze schreef ook nog andere verhalen die gebaseerd waren op traditionele sprookjesthema's, zoals Aurore en Aimée.
Na haar succesvolle carrière in Engeland hertrouwde ze en kreeg ze vele kinderen. Daarna verliet ze Engeland, om de rest van haar leven door te brengen in het Hertogdom Savoye.
- Bibsys: 3054879
- Biblioteca Nacional de España: XX972443
- Bibliothèque nationale de France: cb11912539z (data)
- Catàleg d'autoritats de noms i títols de Catalunya: 981058521714306706
- CiNii: DA00834745
- Digitale Bibliotheek voor de Nederlandse Letteren: prin069
- Gemeinsame Normdatei: 119481006
- International Standard Name Identifier: 0000 0001 2278 0077
- Library of Congress Control Number: n84174360
- Nationale Bibliotheek van Letland: 000308480
- Bibliotheek van het Japanse parlement: 00447090
- Nationale Bibliotheek van Tsjechië: mzk2003195877
- Nationale bibliotheek van Australië: 35778244
- Nationale Bibliotheek van Israël: 987007264585905171
- Nationale en Universitaire bibliotheek Zagreb: 000064963
- Nederlandse Thesaurus van Auteursnamen: 069566283
- Réseau des bibliothèques de Suisse occidentale: 02-A000104166
- Istituto Centrale per il Catalogo Unico: MILV205991
- LIBRIS: 262522
- SNAC: w6j682wc
- Système universitaire de documentation: 026984334
- Trove: 1082936
- Virtual International Authority File: 31999252